# Orodus
Orodus cinctus
Genre
Espèce
Orodus est un genre éteint de poissons cartilagineux de l’ordre des Orodontida. Son espèce type est Orodus cinctus

## Présentation
Il a vécu du Pennsylvanien au Permien dans l’actuelle Amérique du Nord[réf. nécessaire], ainsi qu'au Brésil et au Royaume-Uni.

## Espèces
- Orodus alleni, Orodus carinatus, Orodus catenatus, Orodus colletti, Orodus corrugatus, Orodus daedalus, Orodus decussatus, Orodus elegantulus, Orodus elongatus, Orodus fastigiatus, Orodus gibbosus, Orodus gibbus, Orodus greggi, Orodus intermedius, Orodus ipeunaensis, Orodus major, Orodus mammillaris, Orodus micropterygius, Orodus minutus, Orodus moniliformis, Orodus neglectus, Orodus ornatus, Orodus parallelus, Orodus parvulus, Orodus plicatus, Orodus ramosus, Orodus tenuis, Orodus tuberculatus, Orodus turgidus, Orodus variabilis, Orodus varicostatus[1].

## Galerie

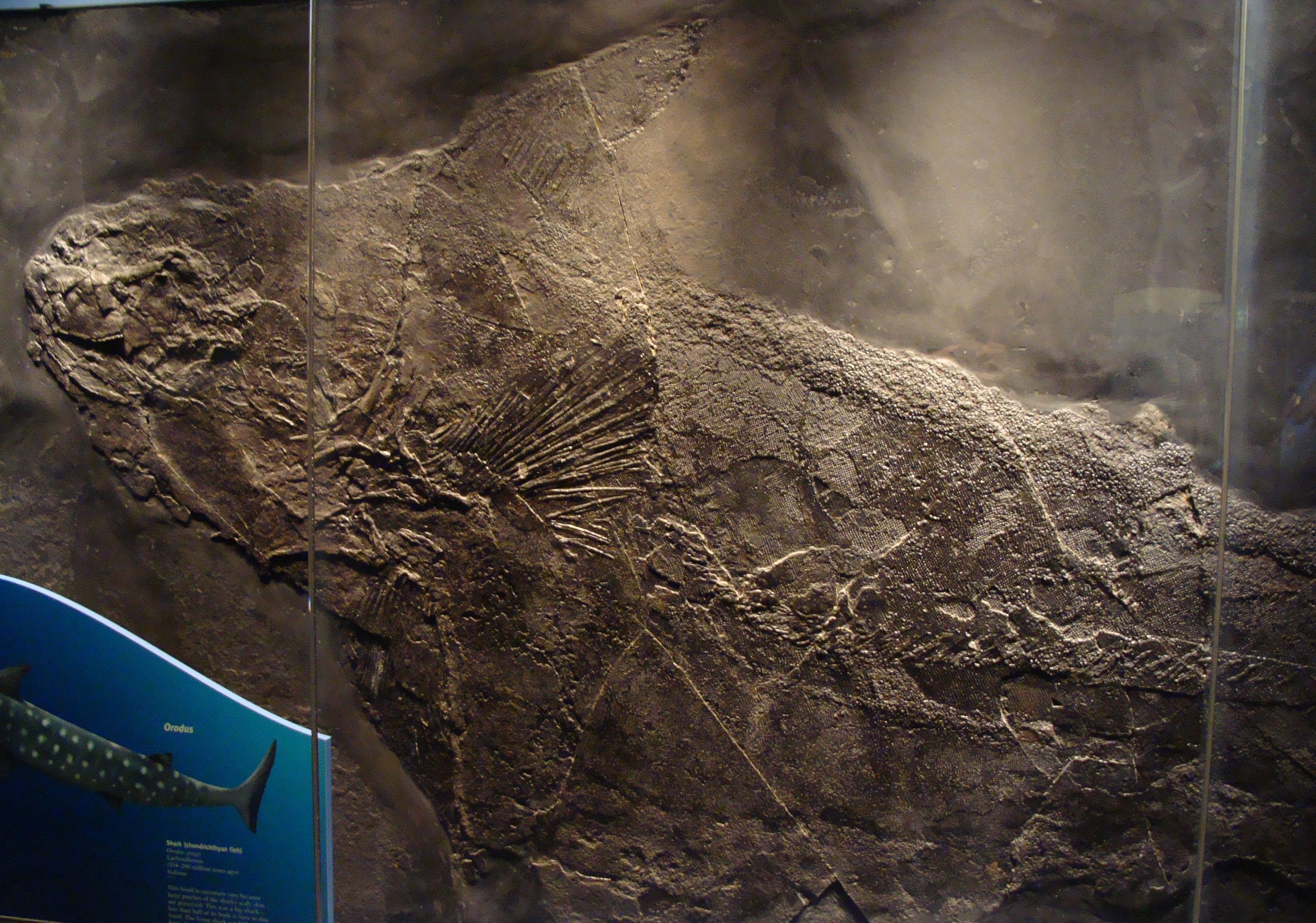
Orodus greggi
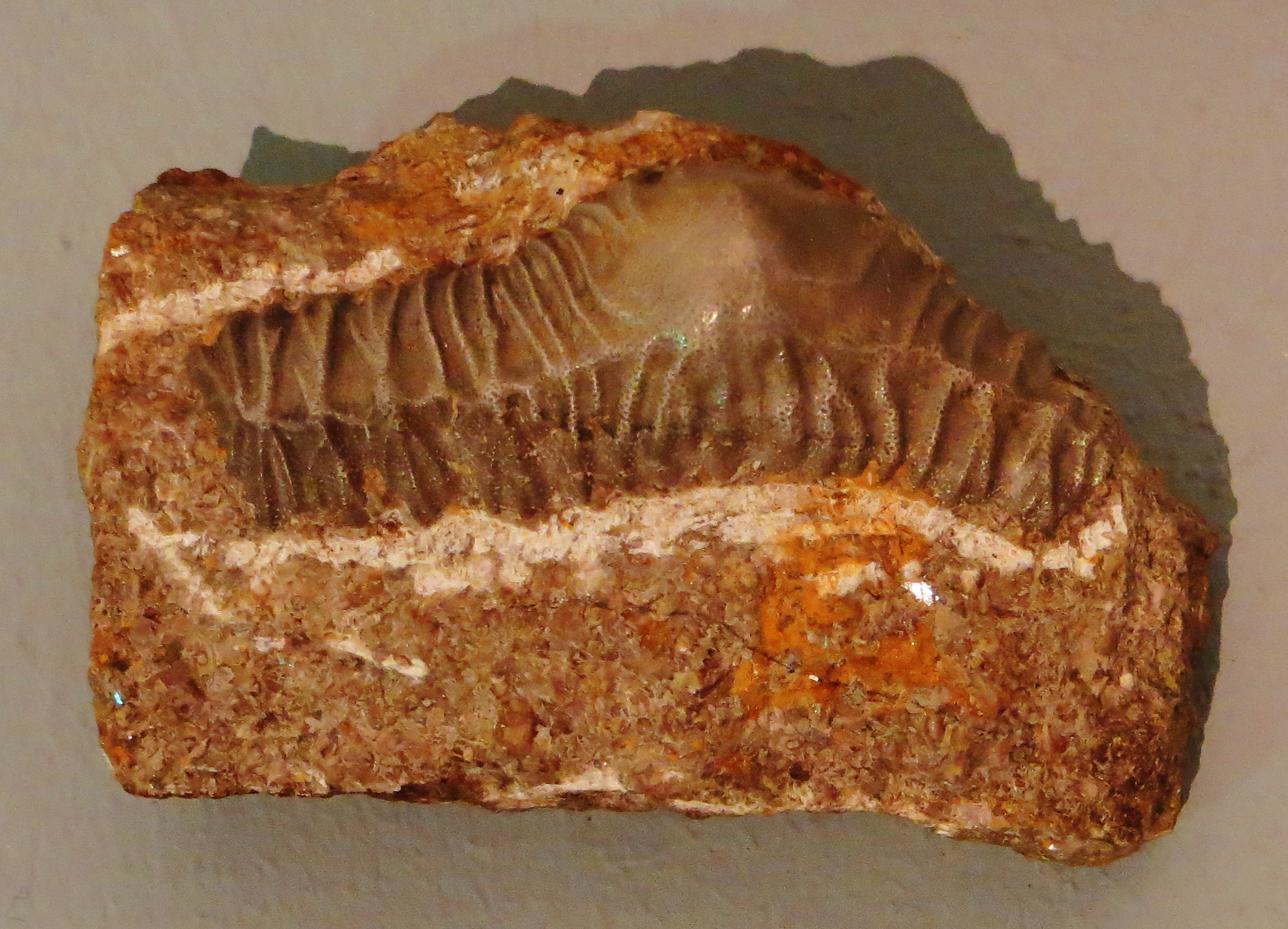
Orodus ramosus